# Ajax (automobile)
La Ajax è un'autovettura prodotta dalla Nash Motors nel 1925.

## Storia
Il modello fu realizzato grazie ai macchinari provenienti dalla LaFayette, la cui proprietà, e i relativi impianti, erano da poco stati acquisiti dalla Nash. Il progetto della Ajax era quindi parecchio influenzato da quelli dei modelli LaFayette dei primi anni venti. La Ajax era disponibile in versione berlina due e quattro porte, e turismo quattro porte.
Il modello aveva installato un motore a sei cilindri in linea da 2.779 cm³ di cilindrata avente un alesaggio di 76,2 mm e una corsa di 101,6 mm, che erogava 40 CV di potenza. Questo propulsore era dotato di sette supporti di banco e di un sistema di lubrificazione a circolazione forzata. La frizione era monodisco a secco, mentre il cambio era a tre rapporti. La trazione era posteriore. I freni erano meccanici sulle quattro ruote e ciò fu una novità, dato che in genere le auto di medie dimensioni dell'epoca erano dotate di un impianto frenante agente solo sulle ruote posteriori. L'equipaggiamento prevedeva dei cerchioni a disco in acciaio, una tappezzeria in mohair e l'orologio elettrico. La dotazione era perciò ricca, perlomeno rispetto a quella dei modelli della concorrenza della stessa fascia di prezzo.
Nel 1926 la Ajax uscì di produzione e venne sostituita dalla Light Six. I due modelli erano pressoché identici.